# Ibaka (Statuswaffe)

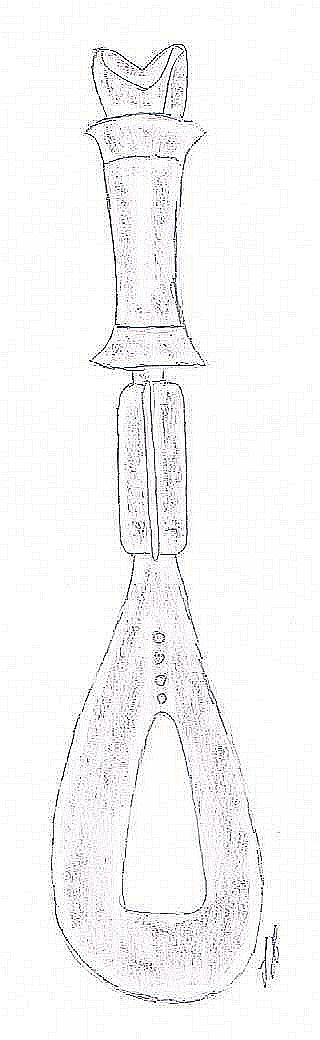

Das Ibaka ist eine afrikanische Statuswaffe. Dieses Messer wurde von den Ntomba, Sengele, Lia und Ngata, welche westlich und nordwestlich des Mai-Ndombe-Sees in der heutigen Demokratischen Republik Kongo leben, genutzt.

## Beschreibung
Das Ibaka hat eine löffelartige Klinge. Die Klingenmitte ist durchbrochen. Das hölzerne Griffstück ist vielfach als Verzierung mit Messing umwickelt.